# Happyland
Happyland je americký komediální televizní seriál vytvořený Benem Epsteinem. Seriál měl premiéru 30. září 2014 ve 23 hodin na stanici MTV. První série má 8 epizod.
8. ledna 2015 stanice oznámila zrušení seriálu.

## Děj
Happyland sleduje životy pracovníků jednoho z nejznámějších zábavních parků v Americe. Hlavní postavou je Lucy, cynická dcera představitelky princezny Adriany v parku, která se rozhodne opustit park a začít něco reálného. Do cesty se jí však postaví syn majitele parku Ian. Neví však, že Ian je jeden z jejích nevlastních bratrů a že její biologický otec je samotný majitel parku.

## Obsazení

### Hlavní postavy
- Bianca Santos jako Lucy Velez
- Camille Guaty jako Elena Velez – matka Lucy, už přes 18 let hraje princeznu Adrianu v parku.
- Shane Harper jako Ian Chandler – syn Jamese Chandlera a bratr Theodora a Lucy
- Ryan Rottman jako Theodore "Theo" Chandler – syn Jamese Chandlera a starší bratr Iana a Lucy
- Katherine McNamara jako Harper – Lucy nejlepší kamarádka
- Cameron Moulene jako Will – Lucy nejlepší kamarád, Harper přítel

### Vedlejší postavy
- Brady Smith jako James Chandler – majitel Happylandu, otec Theodora, Iana a Lucy
- Chris Sheffield jako Noah Watson – vysokoškolák, krátce chodil s Lucy
- Josh Groban jako "Dirty" Dave" – barman v Happylandu
- Danielle Bisutti jako Margot Chandler – žena Jamese Chandlera a matka Iana a Theodora